# Chiesa di San Biagio Maggiore
La chiesa di San Biagio Maggiore è un piccolo luogo di culto di Napoli; si erge nel cuore del centro antico, all'incrocio tra via San Biagio dei Librai e via San Gregorio Armeno.
La chiesa è dedicata a San Biagio, oggetto di un'accesa devozione popolare che si divulgò soprattutto grazie alle monache armene che, arrivate a Napoli durante la lotta iconoclastica verso le immagini, recarono con sé le reliquie del santo.

## Storia e descrizione
La chiesa è contigua a quella di San Gennaro all'Olmo; è stata fondata nel 1631 dal cardinale Francesco Boncompagni, che volle innalzarla unendo l'antica cappella di San Biagio e la sagrestia di San Gennaro.
La strada, che prende nome dalla chiesa, era occupata soprattutto da librai, che si interessarono alla custodia e cura dell'edificio religioso. La chiesa è una rilevante testimonianza storico-monumentale, ciò nonostante, è rimasta chiusa per lungo tempo e riaperta solo nel 2007, con notevoli lavori di restauro, grazie alla Fondazione Giambattista Vico, voluta da Gerardo Marotta e presieduta da Vincenzo Pepe, che l'ha scelta come sede.
L'edificio non è molto vasto; l'interno conserva un pavimento maiolicato e due tele seicentesche (una delle quali è stata restaurata nel 2021), mentre l'antico busto reliquiario del santo è stato trasferito dopo il terremoto del 1980 nella vicina chiesa dei Santi Filippo e Giacomo.